# Epicrionops niger
Epicrionops niger är en groddjursart som först beskrevs av Dunn 1942.  Epicrionops niger ingår i släktet Epicrionops och familjen Rhinatrematidae. IUCN kategoriserar arten globalt som livskraftig. Inga underarter finns listade i Catalogue of Life.